# Otto Borgner
 Otto Borgner (* 27. Februar 1892 in Bielefeld; † 4. Juli 1953 in Hamburg) war ein deutscher Konsumgenossenschafter, Politiker der SPD und Senator der Freien und Hansestadt Hamburg.

## Leben
Otto Borgner wurde als Sohn eines überzeugten Genossenschaftlers und Mitbegründers des alten Bielefelder Konsumvereins geboren. Er war der jüngere Bruder des Geschäftsführers der GEG Gustav Borgner. In seiner Heimatstadt besuchte er die Oberrealschule. Es folgte eine kaufmännische Ausbildung als Bürogehilfe. Im Anschluss arbeitete er zunächst im Bankwesen. Er besuchte die Universität in Frankfurt am Main, verließ diese aber ohne Abschluss nach Ausbruch des Krieges 1915. Während des Krieges war er von 1915 bis 1918 Teilnehmer der Armee.
1953 ist er einem hartnäckigen Nierenleiden erlegen.

## Konsumgenossenschafter
Nach dem Ersten Weltkrieg wurde er in Hamburg ab Mitte 1919 Angestellter der Großeinkaufs-Gesellschaft Deutscher Consumvereine (GEG). Er war in der Zentrale und der Verwaltung der Tabakfabrik tätig und wechselte ab 1923 in den Bereich des Rechnungswesen. Dann übernahm er die Leitung der für die Finanzierung der Konsumgenossenschaftsbewegung der Hamburger Richtung wichtigen Bankabteilung der GEG. Im Anschluss ging er nach Leipzig-Plagwitz und saß in der Geschäftsleitung des dortigen Konsumvereins. Im Juni 1930 ging er zurück nach Hamburg, um in der Geschäftsleitung der „Produktion“ zu arbeiten. Nach der Gleichschaltung der konsumgenossenschaftlichen Organisationen 1933 blieb er bis zum Zusammenbruch 1945 in Folgeorganisationen in führenden Positionen, zuletzt im Gemeinschaftswerk der Deutschen Arbeitsfront (GW), in der GW-Industriebetriebe G.m.b.H. (GWI) in Hamburg. Während der NS-Zeit saß er im August 1944 vorübergehend im Gefängnis.
Am 9. Oktober 1948 wurde er in den Vorstand der Hamburger Konsumgenossenschaft „Produktion“ gewählt.

## Politik
Otto Borgner trat 1919 in die SPD ein und war für seine Partei erstmals während der Weimarer Republik von September 1931 bis April 1932 Mitglied der Hamburgischen Bürgerschaft. Am 5. Juni 1937 beantragte er die Aufnahme in die NSDAP und wurde rückwirkend zum 1. Mai desselben Jahres aufgenommen (Mitgliedsnummer 4.790.638). Nach dem Zweiten Weltkrieg schloss er sich gleich wieder der SPD an. Er übernahm in dem durch die britischen Besatzungstruppen ernannten Senat von Juni bis Juli des Jahres 1945 den Posten des Senators für Wirtschaft und Ernährung. Von November 1946 bis Oktober 1948 war er nochmals unter Max Brauer Senator für Wirtschaft und Verkehr. Zudem saß er von Februar 1946 zuerst in der ernannten Hamburgischen Bürgerschaft und ab November des Jahres in dem ersten demokratisch gewählten Parlament der Hansestadt. Er war bis zu seinem Tod 1953 Mitglied der Bürgerschaft.
In den Gremien der Bizone übernahm Borgner mehrere Aufgaben. Von September 1946 bis August 1947 war er Mitglied des Verwaltungsrates für Wirtschaft sowie des Verwaltungsrates für Verkehr und von September bis November 1946 Mitglied des Ernährungs- und Landwirtschaftsrates.
Borgner war innerhalb seiner Partei umstritten, weil er Mitglied der NSDAP geworden war und in der NS-Zeit keine beruflichen Einschränkungen hinnehmen musste. Zwar versuchten bekannte Parteifreunde wie Adolph Schönfelder ihn zu verteidigen, indem sie seine Mitgliedschaft und Zusammenarbeit mit dem Nazi-Regime als „selbstlosen Schritt [um] die Ersparnisse der kleinen Genossenschaftsmitglieder“ zu retten erklärten. Auch er konnte die Kritik an der Person aber nicht komplett ausschalten. Beim Hamburger Landesparteitag der Sozialdemokraten am 27. Januar 1946 gab es zum Beispiel lautstarken Streit um die Person Borgner und seine Aufnahme in die Partei.